# Tingseventyr
Tingseventyret er en undergenre til kunsteventyret. Ved kunsteventyr forstås eventyr, der ikke er mundtlig overleverede, men nedskrevne og personligt udformede af en forfatter. I kunsteventyr er der ofte mere dybde i karaktererne; og forfatterens personlige sprogtone fremgår. Derudover kendes forfatteren, og tidspunktet eventyret er nedskrevet. 
I tingseventyr spiller ikke-levende objekter (ting) den absolutte hovedrolle. Der er med andre ord sket en besjæling, af fx legetøj, redskaber og brugsgenstande. Handlingen bliver fortalt fra tingenes perspektiv. Dvs. at eventyr som Fyrtøiet og De røde skoe ikke er tingseventyr, da titelredskaberne kun benyttes til den menneskelige fremdrift i historien. Tingseventyret er som genre opfundet af H.C. Andersen. Han fandt inspiration fra dyrefabler og andre eventyr, hvor legetøj og andre objekter blev levende.

## Karaktererne
Selv om det i tingseventyr er genstande, der er omdrejningspunkt for handlingen, er disse eventyr hverken latterlige eller uden budskab og mening. Tilsyneladende er karaktererne ubetydelige, men de agerer som mennesker. De kommer ud for de samme valg og overvejelser, og de fleste af dem kommer ud i et eventyr for at finde meningen med tilværelsen. En sådan en kontrast mellem objekternes udseende og det tema, der i historien skal gennemleves, giver en humoristisk effekt. Men derudover også en effekt i forståelsen af eventyret. 
Det er interessant at se, hvordan H.C. Andersen bruger en genstands udseende til at udtrykke en indre egenskab. Det ses fx i Hyrdinden og Skorsteensfeien: begge er lavet af porcelæn. De er altså fysisk skrøbelige. Den indre skrøbelighed ses i deres handlinger, hvor de er forsigtige, overvejende, følsomme og meget lidt selvstændige. Derfor er karaktererne også nemmere at forstå, da der er en vis overensstemmelse mellem det indre og ydre. Dette ses i Den gamle Gadeløgte, hvor gadelygten som genstand er en, der lyser op for andre, men har indre ønsker og værdier. I en del af H.C. Andersens tingseventyr er det dog det modsatte der gælder: en modsætning mellem det indre og ydre. Dette ser vi fx i ”Stoppenålen”, hvor en stoppenål bilder sig selv ind, at den er en synål. Denne selvhævdelse bringer den i problemer, da den igennem historien forfalder mere og mere. Det har dog også en humoristisk effekt, da der bliver gjort grin med rige, egoistiske og snobbede personligheder, og det på en speciel klar måde, da det ikke er mennesket, der har hovedrollen. 
Det er også en effekt af tingseventyrets brug af karakterer. 
Ofte ses et kontrastforhold mellem karaktererne i eventyret, da mange af dem sammenligner sig med andre genstande, for at finde deres egen identitet. Det ses bl.a. i Sølvskillingen, hvor sølvskillingen først finder sin identitet, da den bliver konfronteret med sin egen forskellighed fra udenlandske mønter. Det er den sympatiske sammenligning. En usympatisk sammenligning ses i Theepotten, hvor tepotten sammenligner sig med sukkerskålen og kopperne, der hver især kun har hank eller låg. Tepotten har begge dele og tilmed en tud. Derfor er den, efter sin egen logik, mere værd end dem. Herved bruges også kontraster til at fortælle om karakterens værdi eller mangler. På denne måde tydeliggøres de menneskelige egenskaber, og et budskab udformes. 
H.C. Andersens syn på karaktererne ses også i titlerne på tingseventyrene. Fx kunne Stoppenålen sagtens have heddet ”En kvindes forfald”. Men fordi genstanden, det handler om, samtidig er titlen på eventyret, sender han også et signal om, at det er et individ historien handler om, og at det er den enkeltes historie der er vigtig. Samtidig siger titlen også noget om dens sande identitet. Han fastholder stoppenålens identitet ved at kalde eventyret for Stoppenålen og ikke Synålen, som den ser sig selv. I ”Pen og blækhus” diskuterer en pen og et blækhus, hvem der er den vigtigste af de to, men ved at de begge optræder i titlen, virker de ligestillede. Altså kan man via titlen se noget om karakterernes identitet og eventyrets sande budskab. 
Ved at sætte en ikke-levende genstand i hovedrollen, formår han at kommentere menneskers drømme, opførsel, mangler og længsler. Her er det vigtigt at pointere at H.C. Andersen skrev for både børn og voksne. Det ses også i det forståelsesniveau der er i tingseventyrerne, hvor barnet hører eventyret som en historie og muligvis opfatter budskabet, og hvor de voksne, der læser eventyret niveaumæssigt kan nå længere ned i eventyret og dermed også få noget personligt ud af det. På den måde fungerer tingseventyr både som underholdning for børn og voksne, men også som en genre, der kommenterer personligheder og liv. Med andre ord er karaktererne en tingsliggørelse af forskellige menneskers liv.